# نهر إمبا
نهر إمبا (بالإنجليزية: Emba River)‏ هو أحد أنهار جمهورية كازاخستان. ينبع من تلال موغودجار ويصب في بحر قزوين. يبلغ طوله 712 كلم وتبلغ مساحة مسطحه المائي 40400 كلم مربع أما نسبة التدفق فتبلغ 17.5 متر بالثانية